# Saint-Omer-Capelle
Saint-Omer-Capelle település Franciaországban, Pas-de-Calais megyében. Lakosainak száma 1100 fő (2022. január 1.). Saint-Omer-Capelle Oye-Plage, Audruicq, Saint-Folquin és Vieille-Église községekkel határos.
A közelben található népszerű látnivalók közé tartozik a 6 km-re fekvő Gravelines és a 24 km-re fekvő Esquelbecq.

## Népesség
A település népessége az elmúlt években az alábbi módon változott:
| Lakosok száma | 1104 | 1082 | 1099 | 1095 | 1105 | 1115 | 1109 | 1106 | 1100 |
|               | 2013 | 2015 | 2016 | 2017 | 2018 | 2019 | 2020 | 2021 | 2022 |